# Towarzystwo Rozwoju Rodziny
Towarzystwo Rozwoju Rodziny (TRR) – polska organizacja założona w 1957 roku, mająca na celu wspieranie edukacji seksualnej młodzieży, udzielanie pomocy i wsparcia osobom oraz parom w sytuacjach kryzysowych, a także zapewnienie opieki w zakresie zdrowia seksualnego.
W momencie założenia organizacja nazywała się Towarzystwo Świadomego Macierzyństwa. W 1959 r. została przyjęta do Międzynarodowej Federacji Planowanego Rodzicielstwa (IPPF). W 1960 r. zorganizowano pierwszy krajowy zjazd członków Towarzystwa. Nazwa organizacji w 1970 r. ponownie uległa zmianie, tym razem na Towarzystwo Planowania Rodziny. Od 1979 r. utrzymuje się nazwa obecna – Towarzystwo Rozwoju Rodziny. W momencie swego największego zasięgu (1988 r.) Towarzystwo posiadało 8 przychodni, 23 poradnie przedmałżeńskie i rodzinne, 3 poradnie młodzieżowe, 4 szkoły rodzenia oraz 40 oddziałów w różnych województwach. Z Towarzystwem związani byli m.in.: seksuolodzy prof. Mikołaj Kozakiewicz – wieloletni przewodniczący TRR, Kazimierz Imieliński, Michalina Wisłocka i Zbigniew Lew-Starowicz.
Towarzystwo obecnie jest członkiem Międzynarodowej Federacji Planowanego Rodzicielstwa oraz Federacji na Rzecz Kobiet i Planowania Rodziny.

## Zadania i cele
Do głównych zadań Towarzystwa należy: wspieranie kobiet i mężczyzn w ich prawie do decydowania o liczbie i czasie urodzin swoich dzieci, propagowanie ruchu planowania rodziny poprzez: informowanie, poradnictwo i rzecznictwo interesów oraz współpracę z wszystkimi zainteresowanymi. Towarzystwo swoimi działaniami podkreśla znaczenie profilaktyki zdrowotnej dla stanu zdrowia kobiet w wieku reprodukcyjnych oraz dla zdrowia matki i dziecka, przez informowanie oraz konkretne usługi. Ważnym zadaniem jest walka o równouprawnienie kobiet i mężczyzn oraz pomoc kobietom w dążeniu do pełni uczestnictwa w życiu publicznym, politycznym i ekonomicznym.
Celami Towarzystwa są:
- zwiększenie poziomu edukacji seksualnej w środowisku szkolnym oraz w rodzinie
- poprawa ogólnej świadomości na temat korzyści wynikających z planowania rodziny
- umożliwienie dostępu do usług w zakresie zdrowia seksualnego i reprodukcyjnego
- zmniejszenie liczby ciąż niechcianych
- zmniejszenie zapadalności na choroby przenoszone drogą płciową, w szczególności na HIV/AIDS.